# Nakskov Fjord
Nakskov Fjord er en ca. 8 km lang fjord i det vestlige Lolland. Den er et lavvandet fjordområde med typiske vanddybder på 1-2 m. I Nakskov Fjord ligger ca. 10 mindre øer og holme, hvoraf de største er Enehøje, Vejlø og Slotø.
Fjorden gennemskæres af to sejlløb; et naturskabt med op til 9 meter vanddybde, som går fra vest for Hestehovedet, nord om Slotø og sydpå igen øst for Enehøje, ved hvis sydspids det møder den gravede rende (dybde 6,3m), som anlagdes i en ret linje herfra og ind til Nakskov for at muliggøre bygningen af større skibe på det nu lukkede skibsværft.
Tidligere var der færgeforbindelse fra Nakskov til Spodsbjerg, men for at spare sejltiden gennem fjorden, flyttedes færgelejet fra Nakskov til Tårs, hvilket halverede rejsetiden til 45 min.
Yderst mod vest afgrænses fjorden af Albuen, som i middelalderen var stort sildemarked og op til slutningen af sidste århundrede hjemsted for flere fastboende fiskerfamilier samt udkigspost for skibsfarten i Langelandsbæltet. Albuen er et populært udflugtssted for sejlere.
Sejlads udenfor de afmærkede sejlløb kræver stor forsigtighed og lokalkendskab, da der flere steder er vanddybder ned til 30 cm, foruden store vandreblokke, som er efterladt ved sidste istids afslutning.
Syd for Enehøje, landfast med Lolland, ligger halvøen Langø med fiskerlejet af samme navn. Hvis man studerer stednavnene syd for fjorden, vil man støde på mange 'øer' (Ydø, Saunsø m.fl.), hvilket vidner om at fjorden tidligere dækkede et noget større område, der nu er inddæmmet og omdannet til landbrugsjord, beliggende under havniveau. Dette skete i forbindelse med digebyggeriet efter stormfloden i 1872, der oversvømmede store dele af Sydlolland.
Nakskov Fjord er både et Natura 2000-område (nr. 179 Nakskov Fjord og Inderfjord), og et internationalt fuglebeskyttelsesområde der er hjemsted for mange ynglefugle som f.eks. knopsvaner, edderfugle, skarver, hættemåger og terner. Der er også et vildtreservat, og den udgør Naturpark Nakskov Fjord.